# Szlifierka

Szlifierka

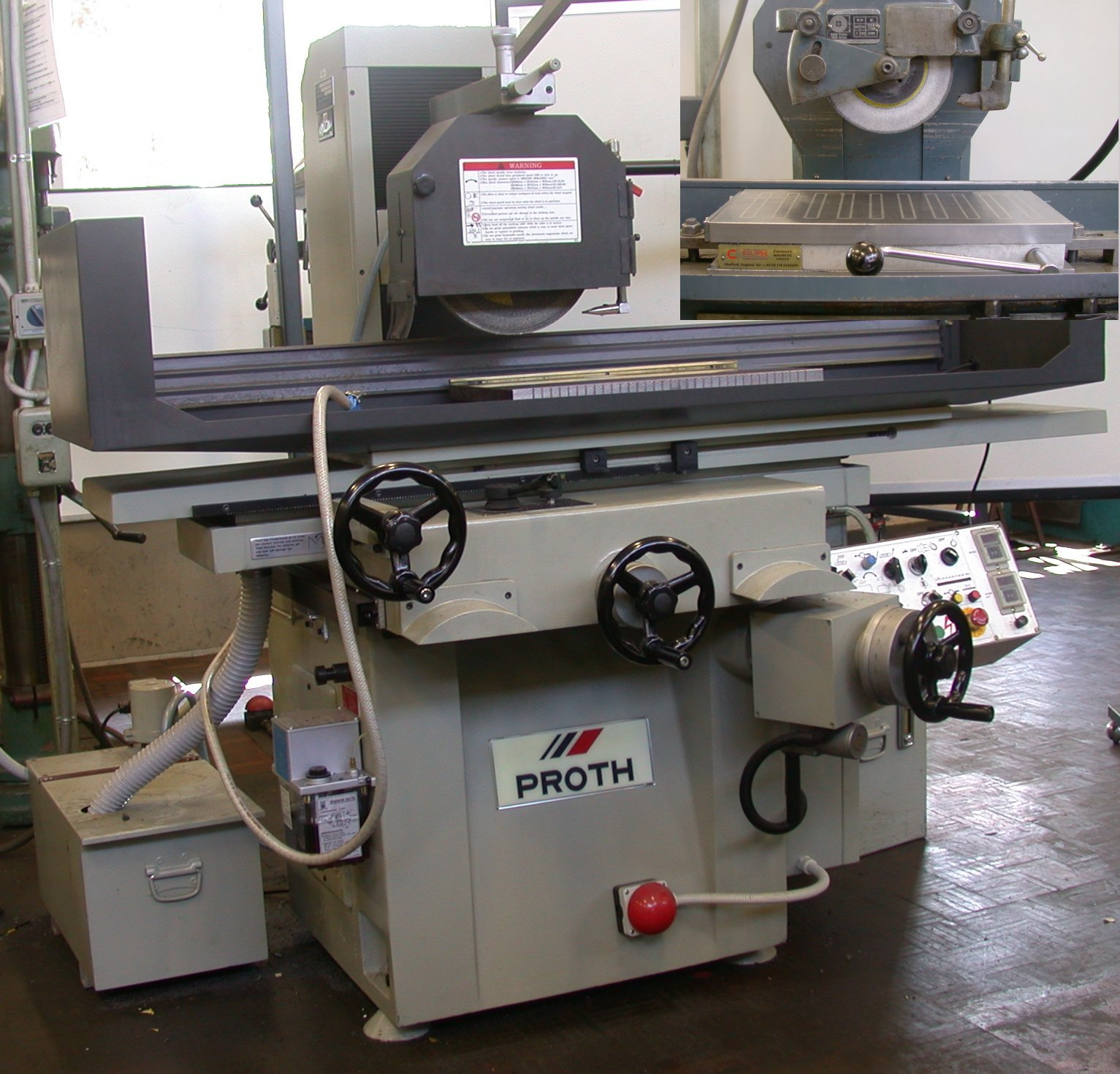
Szlifierka do płaszczyzn ze stołem magnetycznym

Szlifierka – obrabiarka przeznaczona przede wszystkim do obróbki wykańczającej utwardzonych powierzchni przedmiotów uprzednio obrobionych innymi metodami.
Coraz częściej szlifierki o dużej mocy są stosowane do obróbki końcowej przedmiotów będących półfabrykatami (odkuwki, odlewy) z niewielkimi naddatkami na obróbkę. Szlifowanie jest obróbką dokładną, umożliwiającą osiągnięcie dokładności wymiarowej w klasach 5-6. Powierzchnie szlifowane mają dużą gładkość. Głównym zadaniem technologicznym szlifierek jest obróbka powierzchniowa powierzchni cylindrycznych i płaszczyzn.
Szlifierki pracują narzędziami wieloostrzowymi, zwanymi ściernicami. Cechą charakterystyczną dla szlifierek jest duża szybkość skrawania (V ~ 30 m/s). Z tego powodu ściernice, wirujące z dużą prędkością, muszą być dokładnie wyważone i zaopatrzone w osłony. Łoże i korpus szlifierki powinny być sztywne (odporne na drgania).
Podczas szlifowania konieczne jest bardzo efektywne chłodzenie ze względu na powstawanie dużej ilości ciepła.
Moc szlifierek jest znaczna w stosunku do objętościowej wydajności skrawania. Jest ona stosunkowo duża nie tylko ze względu na dużą szybkość skrawania, lecz również dlatego, że ostrza ściernicy mają przeważnie ujemne kąty natarcia.
Duża różnorodność prac wykonywanych na szlifierkach spowodowała opracowanie wielu konstrukcji, które we współczesnym przemyśle maszynowym stanowią dużą grupę obrabiarek pracujących często w cyklu automatycznym.

## Podział szlifierek
Szlifierki ogólnego przeznaczenia – ze względu na wykonywane zadania technologiczne – można podzielić na:
- szlifierki do wałków
- szlifierki bezkłowe
- szlifierki do otworów
  - szlifierki kłowe z nadstawką do szlifowania otworów
- szlifierki narzędziowe
- szlifierki do płaszczyzn
  - pracujące obwodem ściernicy, ze stołem prostokątnym lub obrotowym,
  - pracujące czołem ściernicy, ze stołem prostokątnym lub obrotowym.
- szlifierki specjalnego przeznaczenia (np. do wałów korbowych)
- szlifierki do kół zębatych i wielowypustów.

Przykłady szlifierek
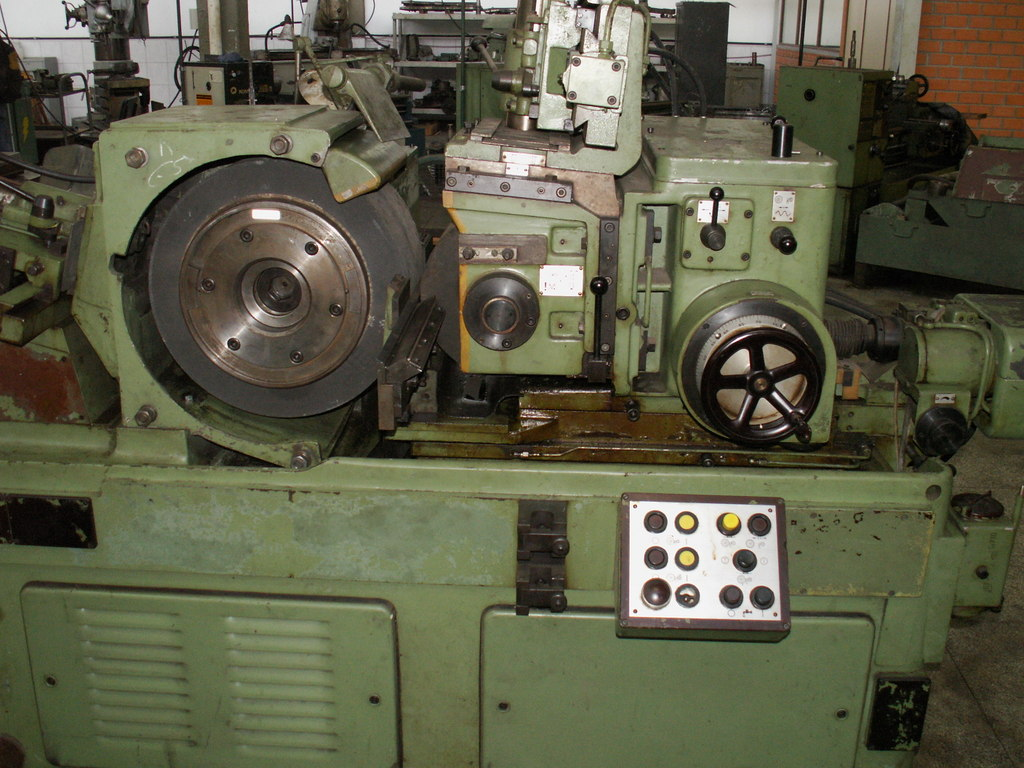
do szlifowania bezkłowego
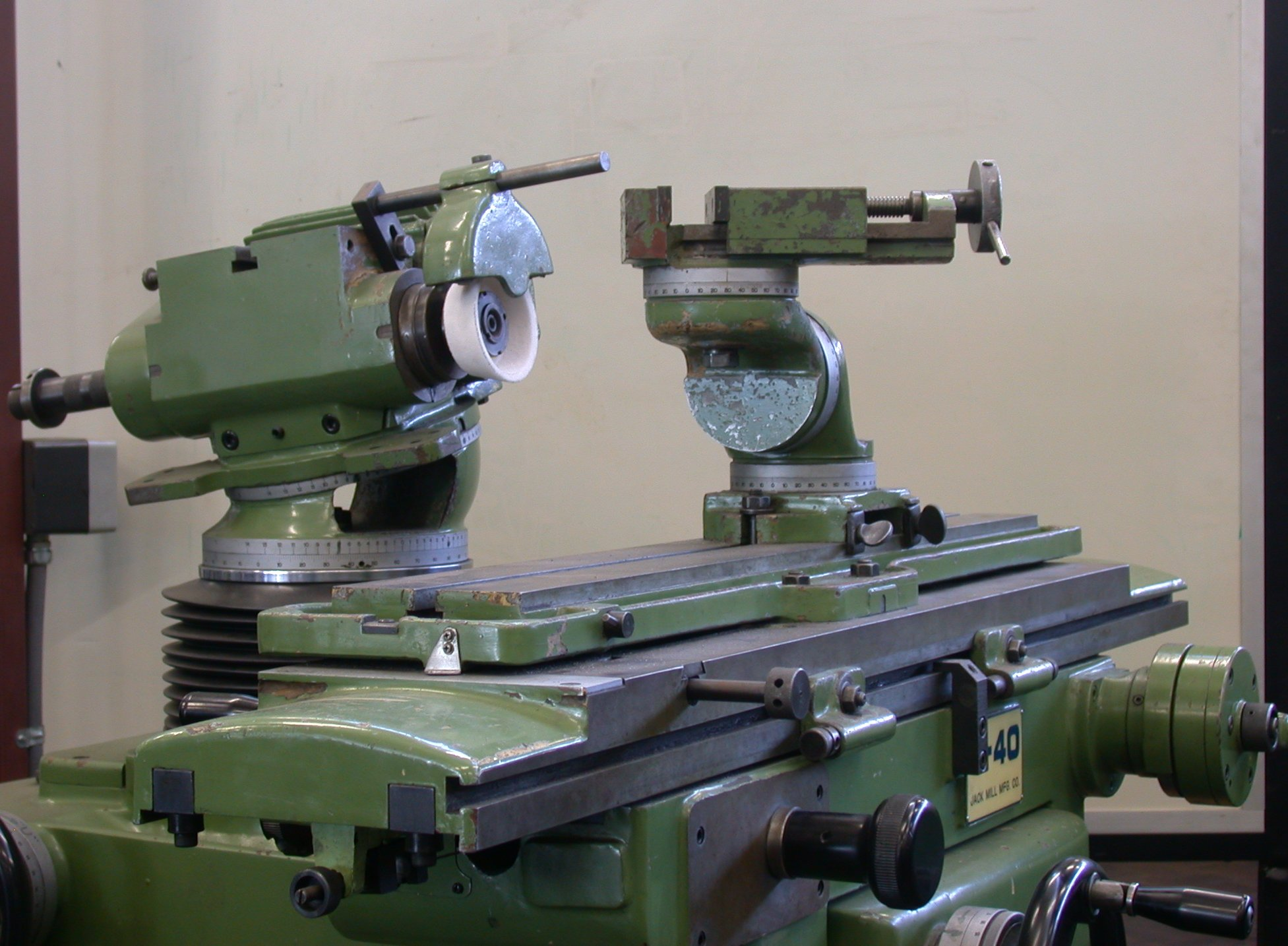
do ostrzenia narzędzi
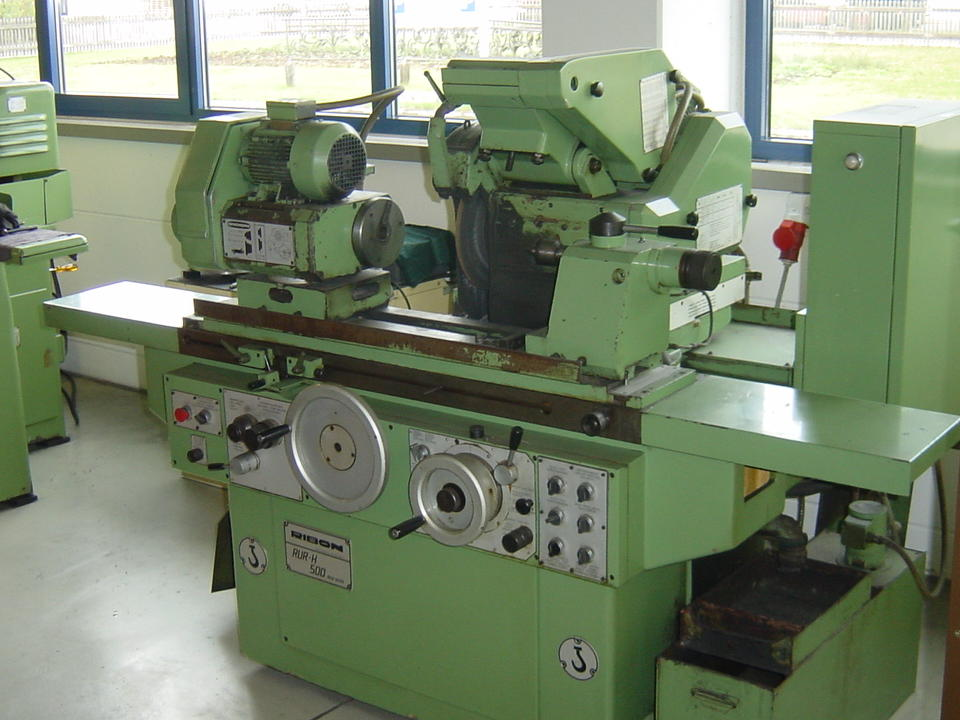
do szlifowania w kłach